# New Zealand State Highway 94
Der New Zealand State Highway 94 (State Highway 94 oder in Kurzform SH 94) ist eine Fernstraße von nationalem Rang auf der Südinsel von Neuseeland.

## Geographie
Die Fernstraße besitzt eine Länge von 258 km und erstreckt sich vom südlichen Teil der Südinsel bis an die Westküste. Die über ihre gesamte Länge zweispurig (je eine pro Fahrtrichtung) ausgebaute Straße verbindet den State Highway 1 in Gore mit dem Milford Sound/Piopiotahi an der Westküste der Südinsel. Die Straße führt dabei quer durch die Region Southland.

## Streckenführung
Der State Highway 94 beginnt am Abzweig des State Highway 1 im Stadtzentrum von Gore, rund 270 m westlich des Mataura River. von dem Kreisverkehr aus verläuft die Straße zunächst nach Norden, um nach dem Ortsausgang nach Nordnordwesten und später nach Nordwesten abzuknicken. Auf seinen rund 60 km bis Lumsden, wo der SH 94 auf den New Zealand State Highway 6 trifft, passiert die Straße die kleinen Dörfer Mandeville, Riversdale und Balfour. Von Lumsden aus verläuft der SH 94 nach Norden auf derselben Trasse des SH 6, um dann nach insgesamt für 2,5 km nach Westen und dann nach Westnordwest in Richtung Mossburn abzuknicken. Im Ortskern von Mossburn zweigt der New Zealand State Highway 97 nordostseitig ab und bildet als Mossburn Five Rivers Road eine Querverbindung zum weiter nördlich verlaufenden SH 6. Hinter Mossburn lässt der SH 94 den Ōreti River rechterhand liegen und bewegt sich nordseitig entlang der bis zu 1634 m hohen Takitimu Mountains und zuvor die Flüsse Mararoa River und Whitestone River überquerend, der nächstgrößeren Stadt Te Anau entgegen. Kurz vor der Stadtgrenze von Te Anau zweigt der New Zealand State Highway 99 nach Südwesten vom SH 94 ab. Nach einem gradlinigen Straßenverlauf von knapp einem Kilometer innerhalb von Te Anau, vollzieht der SH 94 einen 90 Grad-Knick nach Nordosten, kreuzt den Upukerora River und folgt der Westseite des Lake Te Anau bis Te Anau Downs, knickt dort im rechten Winkel nach Osten ab, um dann nach 2,5 km nach Nordosten in das Eglinton Valley einzutauchen und dem Eglinton River bis zum Lake Gunn und Lake Fergus zu folgen. Anschließend zwängt sich die Straße zwischen den Gebirgen der Darran Mountains im Nordosten und den Wick Mountain im Südwesten dem Homer Tunnel entgegen. Der 1954 eröffnete Straßentunnel durchquert auf einer Länge von 1,24 km den Sattel zwischen dem 1931 m hohen Mount McPerson auf der Nordseite und dem 1965 m hohen Mount Moir auf der Südseite, die das Tal nach Westen hin abschließen. Auf der Westseite des Sattels tut sich das Tal des Cleddau River auf, das den SH 94 bis 1,5 km vor seinem Endpunkt auf dem Parkplatz zu den Ausflugsbooten am Milford Sound/Piopiotahi begleitet.

## Wichtige Anschlussstellen
| Distrikt           | Ort                      | km  | Verbindung nach                                                                 | Anmerkungen                            |
| ------------------ | ------------------------ | --- | ------------------------------------------------------------------------------- | -------------------------------------- |
| Gore District      | Gore                     | 0   | SH 1 nördlich (Medway Street) Dunedin                                           | SH 94 beginnt                          |
| Gore District      | Gore                     | 0   | SH 1 südlich (Main Street) Invercargill                                         | SH 94 beginnt                          |
| Southland District | Lumsden                  | 61  | SH 6 südlich (Diana Street) Invercargill                                        | gemeinsamer Verlauf SH 94/SH 6 beginnt |
| Southland District | Lumsden                  | 64  | SH 6 nördlich (Five Rivers Lumsden Highway) Queenstown                          | gemeinsamer Verlauf SH 94/SH 6 endet   |
| Southland District | Lumsden                  | 64  | Ōreti River                                                                     |                                        |
| Southland District | Mossburn                 | 80  | SH 97 (Essex Street) Queenstown                                                 |                                        |
| Southland District | The Key                  | 124 | (Hillside Manapouri Road) Manapouri                                             |                                        |
| Southland District | Te Anau                  | 138 | SH 95/Southern Scenic Route (Manapouri Te Anau Highway) Lake Te Anau, Manapouri |                                        |
| Southland District |                          | 238 | Homer Tunnel 1270 m                                                             |                                        |
| Southland District | Milford Sound/Piopiotahi | 256 |                                                                                 | SH 94 endet                            |